# Burn Notice - Duro a morire
(Tagline della serie televisiva)
Burn Notice - Duro a morire (Burn Notice) è una serie televisiva statunitense prodotta dal 2007 al 2013.
Creata da Matt Nix, si caratterizza per il combinare assieme i generi d'azione e di spionaggio con la commedia: racconta le vicissitudini di Michael Westen, una spia licenziata dai servizi segreti senza apparente motivo, che cerca in tutti i modi di riavere il suo lavoro.
Burn Notice è stata trasmessa in prima visione assoluta negli Stati Uniti da USA Network. La messa in onda in lingua italiana è invece avvenuta tra Italia e Svizzera: la serie ha debuttato sul canale italiano Fox nel 2008, dov'è stata trasmessa in prima visione in Italia (salvo un breve passaggio su FX); tuttavia dalla quarta stagione il canale elvetico RSI LA1 ha proposto la serie in prima visione in italiano.

## Trama
Michael Westen, uno dei più validi ed esperti agenti operativi della CIA, scopre di aver ricevuto una burn notice, ossia una notifica di licenziamento, a cui segue l'immediata espulsione dai servizi segreti. Rifugiatosi nella natìa Miami, la spia si ritrova tuttavia senza un soldo, all'oscuro del motivo per cui è stato "bruciato", e perdipiù senza la possibilità di chiedere spiegazioni circa l'accaduto poiché la stessa agenzia, una volta messo sotto pedinamento, gli impedisce di lasciare la città.
Apparentemente abbandonato da tutto il mondo dello spionaggio, Michael trova unico aiuto nella sua ex ragazza Fiona Glenanne, una ex volontaria dell'IRA ancora innamorata di lui, dal carattere decisamente irascibile, e nel suo vecchio e fraterno amico Sam Axe, un ex militare che oggi fa la bella vita in Florida, grazie al suo doppio "lavoro" d'informatore per l'FBI e di accompagnatore per altolocate signore. Questo periodo di alloggio "forzato" a Miami lo porta inoltre a rimettersi involontariamente in contatto con la madre Madeline, genitore burbero ma molto apprensivo, con cui ha sempre avuto un rapporto problematico.
Senza più lavoro né soldi, per poter sopravvivere alla giornata Michael decide di guadagnare qualche dollaro iniziando a condurre investigazioni private, mettendo così le sue conoscenze sullo spionaggio al servizio di comuni cittadini, spesso ingenuamente cacciatisi in guai più grandi di loro. Nel frattempo, assieme a Fiona e Sam, con ogni mezzo Michael cerca di scoprire chi e perché ha emanato la sua burn notice.

## Episodi
Il 7 novembre 2012, USA Network ha rinnovato la serie per una settima e ultima stagione di 13 episodi.
| Stagione         | Episodi | Prima TV USA | Prima TV in italiano |
| ---------------- | ------- | ------------ | -------------------- |
| Prima stagione   | 12      | 2007         | 2008                 |
| Seconda stagione | 16      | 2008-2009    | 2009                 |
| Terza stagione   | 16      | 2009-2010    | 2010                 |
| Quarta stagione  | 18      | 2010         | 2011                 |
| Quinta stagione  | 18      | 2011         | 2012                 |
| Sesta stagione   | 18      | 2012         | 2014                 |
| Settima stagione | 13      | 2013         | 2014                 |

## Personaggi e interpreti
- Michael Westen (stagioni 1-7), interpretato da Jeffrey Donovan, doppiato da Francesco Bulckaen.
È un agente operativo della CIA che viene misteriosamente "bruciato" – ovvero, licenziato e segnalato come una spia non fidata nonché pericolosa. Ha lavorato per dieci anni nei servizi segreti, prima di venirne espulso senza un valido motivo: in questo lasso di tempo ha acquisito un'enorme esperienza nell'uso di ogni arma da fuoco e da taglio, sviluppando anche una spiccata inventiva con attrezzature elettroniche e una grande capacità d'improvvisazione nelle situazioni più disperate. L'assenza e la freddezza del padre durante gli anni dell'infanzia hanno fatto nascere in lui una sorta di diffidenza nei confronti della famiglia: prova ne è il labile rapporto che lo lega oggi a sua madre Madeline e al fratello minore, Nate, che si caccia spesso in pasticci cui Michael deve sovente porre rimedio. Essendo impossibilitato a spostarsi da Miami, decide di sfruttare questa situazione conducendo investigazioni private; utilizzando il suo bagaglio di conoscenze nello spionaggio, si mette al servizio di gente comune rimasta vittima di truffatori e criminali di ogni tipo, trovando così un modo per finanziarsi e portare avanti quella che è la sua "vera" indagine: scoprire chi lo ha voluto incastrare e cacciare dai servizi segreti. Vive in un vecchio loft, è un assiduo consumatore di yogurt e, data la sua professione, sembra rifuggire da ogni legame duraturo con l'altro sesso.
- Fiona Glenanne (stagioni 1-7), interpretata da Gabrielle Anwar, doppiata da Sabrina Duranti.
È l'ex fidanzata di Michael. Irlandese, è stata una volontaria dell'IRA per quattordici anni, abbandonando in seguito l'organizzazione perché non sopportava più che qualcuno le ordinasse sempre cosa fare. Entrata in contrasto con alcuni suoi vecchi soci, per il momento vive alla giornata a Miami, cercando di aiutare Michael nelle sue indagini e nutrendo la non troppo segreta speranza di riconquistare il suo cuore; si dimostra infatti molto gelosa verso ogni ragazza che si avvicina a lui. Possiede una vasta esperienza nella preparazione e nell'uso di esplosivi, oltre che in pedinamenti, inseguimenti, utilizzo di armi da fuoco e combattimenti corpo a corpo. Mentre Michael e Sam sono più riflessivi, Fiona è una ragazza molto istintiva, e vorrebbe risolvere la maggior parte dei casi con pallottole ed esplosioni.
- Sam Axe (stagioni 1-7), interpretato da Bruce Campbell, doppiato da Sergio Di Stefano (stagioni 1-3) e da Saverio Moriones (stagioni 4-7).
È un ex Navy SEAL ed ex agente del servizio segreto militare. Ormai in pensione, il suo passatempo preferito è bere una birra ghiacciata o un mojito in qualche locale sulla spiaggia di Miami; tuttavia, per foraggiare questo ozioso stile di vita, spende la maggior parte del suo tempo in città come gigolò di ricche e annoiate signore del luogo. È inoltre un informatore dell'FBI: essendo vecchi amici, Sam e Michael si accordano per sfruttare la posizione di Sam all'interno dei servizi, tramutandolo in un doppiogiochista. Sam è infatti l'ultimo contatto che lega Michael alla comunità delle spie, nonché uno dei pochi amici disposti ad aiutarlo nella sua ricerca della verità.
- Madeline Westen (stagioni 1-7), interpretata da Sharon Gless, doppiata da Angiola Baggi.
È la madre di Michael, vedova, apprensiva, ipocondriaca e fumatrice incallita, alla quale non sembra vero di poter avere di nuovo il suo amato figlio accanto a sé. Sfruttando il fatto che Michael sia bloccato a Miami, cerca in tutti i modi di passare un po' di tempo con lui sperando così di recuperare il tenue rapporto tra di loro, andatosi affievolendo sempre più negli anni a causa della lontananza del primogenito, sempre in giro per il mondo in missione. Non è "totalmente" a conoscenza del passato di Michael nel mondo dello spionaggio, ma spesso lo aiuta, proteggendo i clienti a casa sua o intervenendo in prima persona nei casi.
- Jesse Porter (stagioni 4-7), interpretato da Coby Bell, doppiato da Francesco Prando.
È un agente del controspionaggio che Michael ha involontariamente "bruciato" durante le sue indagini private. Successivamente entrati in contatto, riescono a mettere da parte il passato tanto che Jesse finisce per unirsi in pianta stabile al team assieme a Fiona e Sam. Pur non essendo a digiuno di "maniere forti", proviene da una formazione spionistica prettamente d'analista, mostrandosi sovente il più restìo del gruppo a passare all'azione.

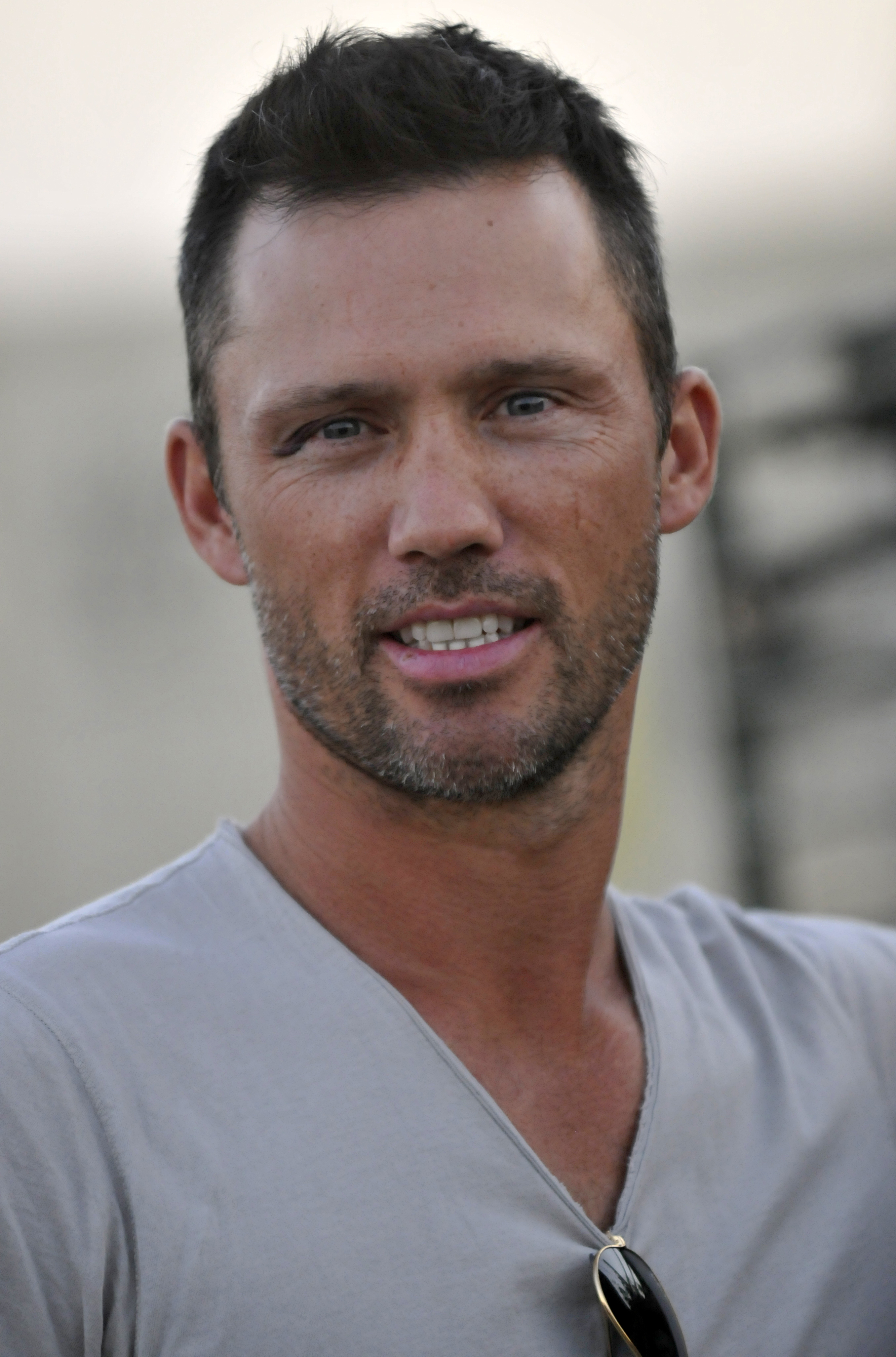
Jeffrey Donovan interpreta Michael Westen
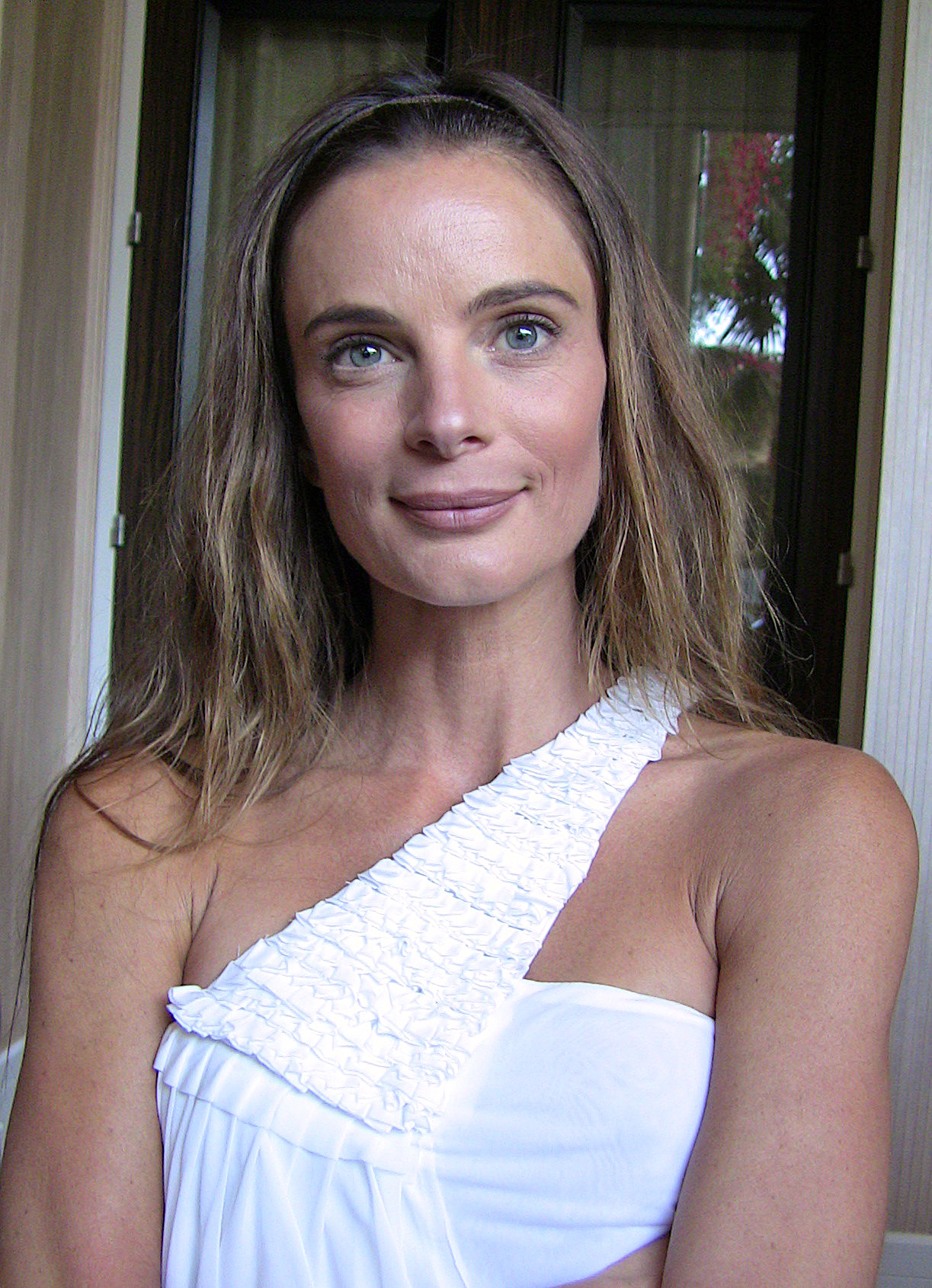
Gabrielle Anwar interpreta Fiona Glenanne
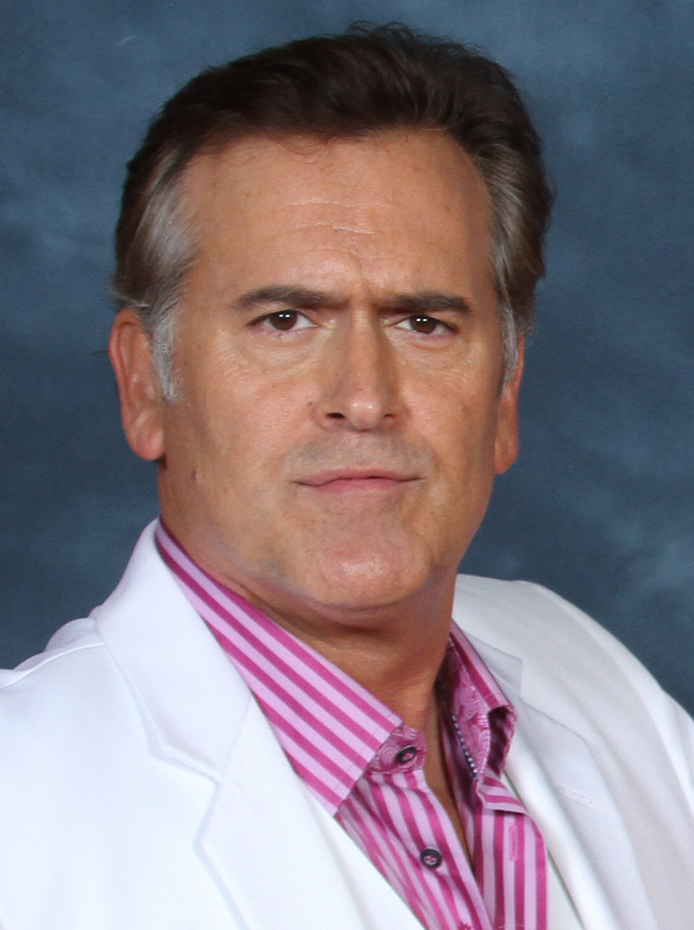
Bruce Campbell interpreta Sam Axe
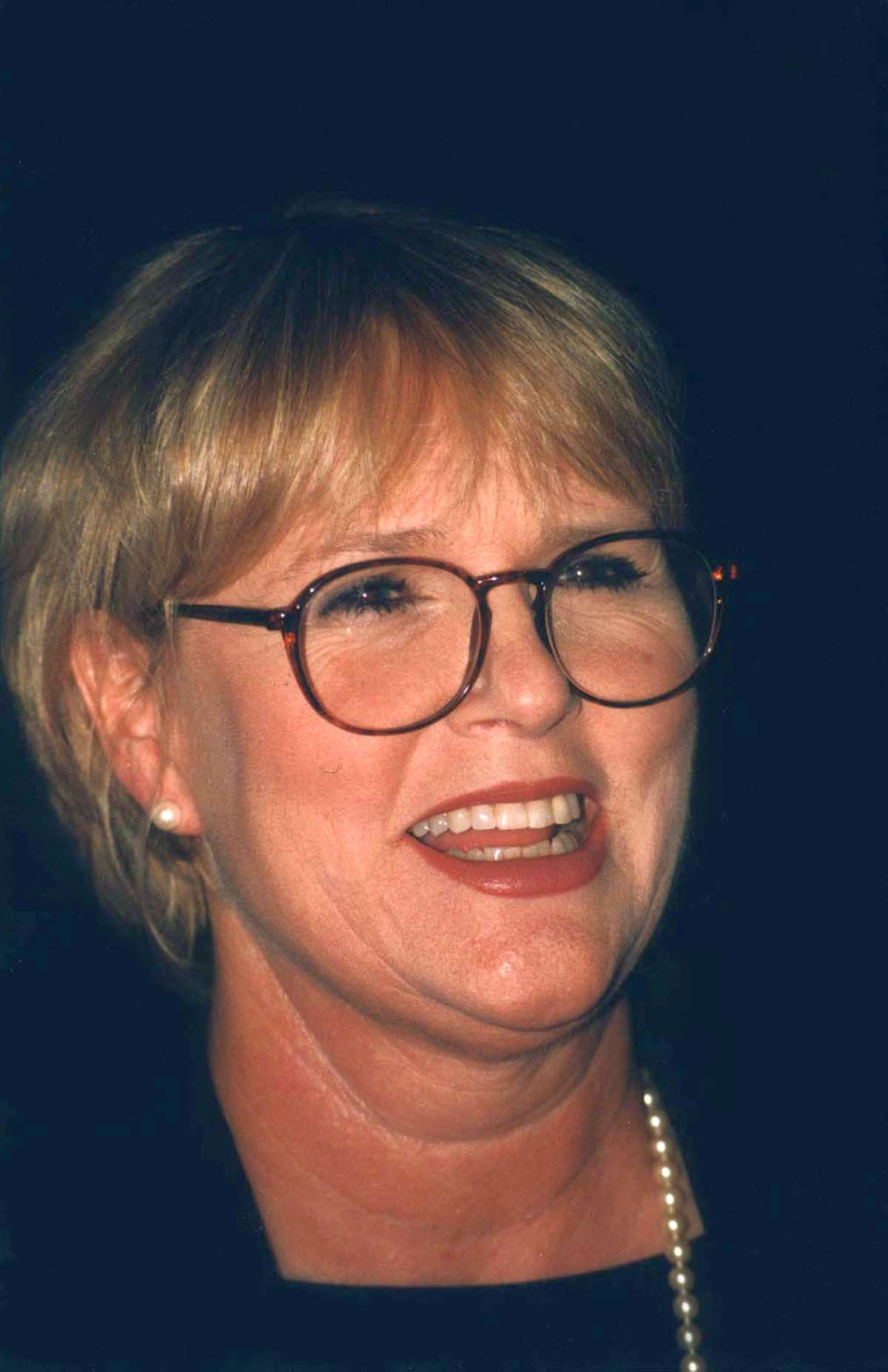
Sharon Gless interpreta Madeline Westen

## Citazioni e riferimenti

### Citazioni di altre opere
A detta di molti critici, in Burn Notice - Duro a morire è possibile intravedere e riconoscere caratteristiche ed elementi di vecchi film e serie televisive, soprattutto degli anni 1980, che Burn Notice si diverte a citare, a volte anche deridendoli:
- 007: abbigliamento ed esperienza sul campo del protagonista
- Magnum, P.I.: voce narrante, investigazioni private.
- MacGyver: capacità d'improvvisazione con mezzi e attrezzature.
- Jarod il camaleonte: voce narrante, agente tutto-fare, aiutare i deboli.
- A-Team: in ogni episodio i "clienti" di Michael sono persone comuni che sono state raggirate dalla criminalità.
- Miami Vice: location.
- 24: uso dello split screen.

### Citazioni e parodie
- Nell'episodio Moda ad alto rischio della terza stagione, Sam Axe cita diverse volte il protagonista della serie TV CSI: Miami, Horatio Caine, parodiando il suo linguaggio e il suo modo di indossare gli occhiali da sole.

## Inside joke
Saltuariamente sono presenti nella serie alcuni casi di inside joke riferiti a precedenti interpretazioni dei protagonisti:
- Nell'episodio Identità della prima stagione, Sam e Fiona si presentano come gli agenti "Cagney e Lacey", citando l'omonima serie televisiva degli anni 1980 che vedeva protagonista Sharon Gless; la stessa attrice, nell'episodio Incroci pericolosi della terza stagione, recita assieme alla guest star Tyne Daly, sua storica partner in Cagney & Lacey.[7]
- Nell'episodio L'ostaggio della quinta stagione, Michael è alle prese con un criminale interpretato dalla guest star Michael T. Weiss; questi, nella seconda metà degli anni 1990, è stato l'omonimo protagonista della serie Jarod il camaleonte, in cui Jeffrey Donovan ricopriva il ruolo ricorrente di Kyle, fratello minore di Jarod.[8]

## Trasmissione internazionale

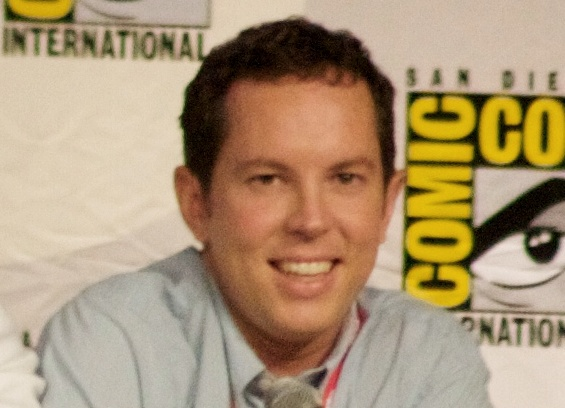
Matt Nix, creatore di Burn Notice, al San Diego Comic-Con International del 2010.

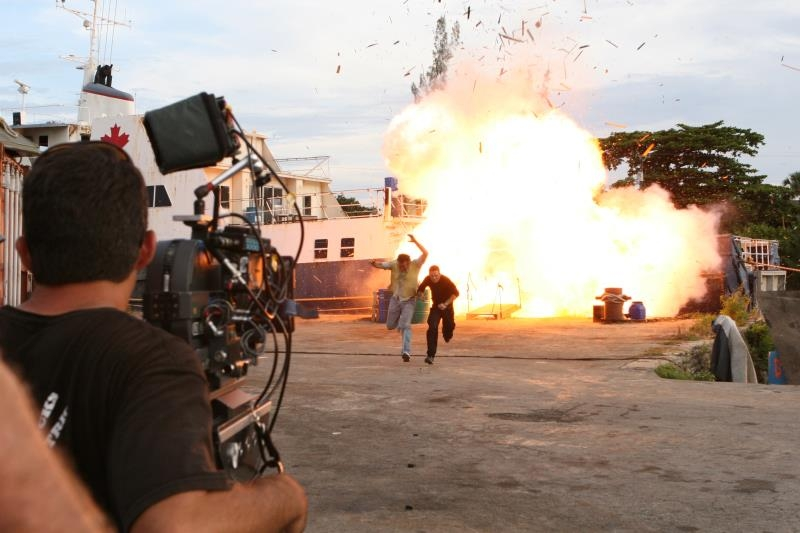
Ripresa di un'esplosione sul set della serie, con protagonisti Michael e Sam.

Burn Notice è trasmesso nei seguenti paesi:
- Argentina: FX Latin America, Telefe; la serie si intitola Operación Miami (Operazione Miami)
- Australia: Network Ten, Arena
- Brasile: FOX Brasil
- Belgio: 2BE RTL-TVI
- Bulgaria: bTV cinema; la serie si intitola Извън играта (Fuori dal gioco)
- Canada: Super Channel, Séries+
- Colombia: FX Latin America
- Corea del Sud: Super Action
- Costa Rica: FX Latin America
- Cile: FX Latin America
- Danimarca: TV3+
- Filippine: C/S 9
- Finlandia: MTV3
- Francia: W9
- Germania: VOX
- Giappone: FOX CRIME; sottotitolata Kesareta Supai (La spia cancellata)
- Gran Bretagna: FX, FIVER
- India: FOX CRIME
- Irlanda: FX
- Israele: Yes Stars Action; la serie si intitola סוכן מחוק (Agente cancellato)
- Italia: Fox; la serie si intitola Burn Notice - Duro a morire
- Lettonia: TV6
- Lituania: TV3; la serie si intitola Vilko bilietas (Il biglietto del lupo)
- Malaysia: 8TV
- Messico: FX Latin America, Canal 5
- Paesi Bassi: RTL5
- Nuova Zelanda: TV3, The Box
- Nigeria: M-Net West
- Norvegia: Viasat 4
- Panama: TVMax; la serie si intitola Operación Miami (Operazione Miami)
- Repubblica Ceca: Prima Cool; la serie si intitola Status: Nežádoucí (Status: Inammissibile)
- Polonia: TV Puls; la serie si intitola Tożsamość szpiega (L'identità della spia)
- Portogallo: Fox; la serie si intitola Espião fora de jogo (La spia fuori dal gioco)
- Russia: TV-3
- Serbia: Fox Crime
- Slovenia: POP TV; la serie si intitola Vohuni v nemilosti (Spie a favore)
- Singapore: FX, Mediacorp Channel 5
- Sudafrica: M-Net Channel
- Spagna: Fox; la serie si intitola Último aviso (Ultimo avviso)
- Svezia: TV6
- Svizzera: RSI LA1; la serie si intitola Burn Notice - Duro a morire
- Turchia: Fox Tv
- Ungheria: RTL KLUB; la serie si intitola Minden lében négy kanál
- Venezuela: Televen, FX Latin America; la serie si intitola Atrapado en Miami (Intrappolato a Miami)

## Opere correlate

### Film TV
Dopo essere stato annunciato nel luglio 2010 durante il San Diego Comic-Con International, l'anno seguente è stato realizzato il film per la televisione Burn Notice - La caduta di Sam Axe. Quest'opera, incentrata sul personaggio di Sam Axe, è un prequel di Burn Notice in quanto racconta la vita di Sam ai tempi del suo servizio nei Navy SEAL, e svela anche cosa l'abbia spinto a stabilirsi a Miami; inoltre il film TV fa da introduzione agli eventi della quinta stagione della serie TV. L'attore Jeffrey Donovan ha diretto il film TV ed è apparso in un cameo, mentre il resto del cast è formato da Chandra West, RonReaco Lee, Kiele Sanchez e John Diehl. Le riprese del film si sono svolte nel gennaio 2011 a Bogotà, in Colombia.

### Libri
A partire dal 2008 la casa editrice Signet Books ha pubblicato una serie di romanzi ispirati a Burn Notice, scritti da Tod Goldberg:
- The Fix: 5 agosto 2008
- The End Game: 5 maggio 2009
- The Giveaway: 6 luglio 2010
- The Reformed: 4 gennaio 2011
- The Bad Beat: 5 luglio 2011

## Edizione italiana
Nella versione originale in lingua inglese di Burn Notice, nell'episodio pilota Fiona Glenanne ostenta uno spiccato accento irlandese, che poi perde già nel corso del secondo episodio; anche Michael Westen nota questo cambiamento, e quando glielo fa notare ottiene in risposta «sono a Miami ora, non posso parlare come un leprechaun, non credi?». Nell'edizione in lingua italiana, invece, non si notano cambiamenti nel linguaggio di Fiona, e il doppiaggio ha trasformato l'originale incomprensione linguistica in un cambiamento "di stile" riferito al suo abbigliamento (cosa che anch'essa avviene); così, quando Michael nota il cambiamento di vestiario di Fiona, ottiene in risposta «sono a Miami ora, ma se vuoi posso vestirmi come una vecchia irlandese».